# Shashka

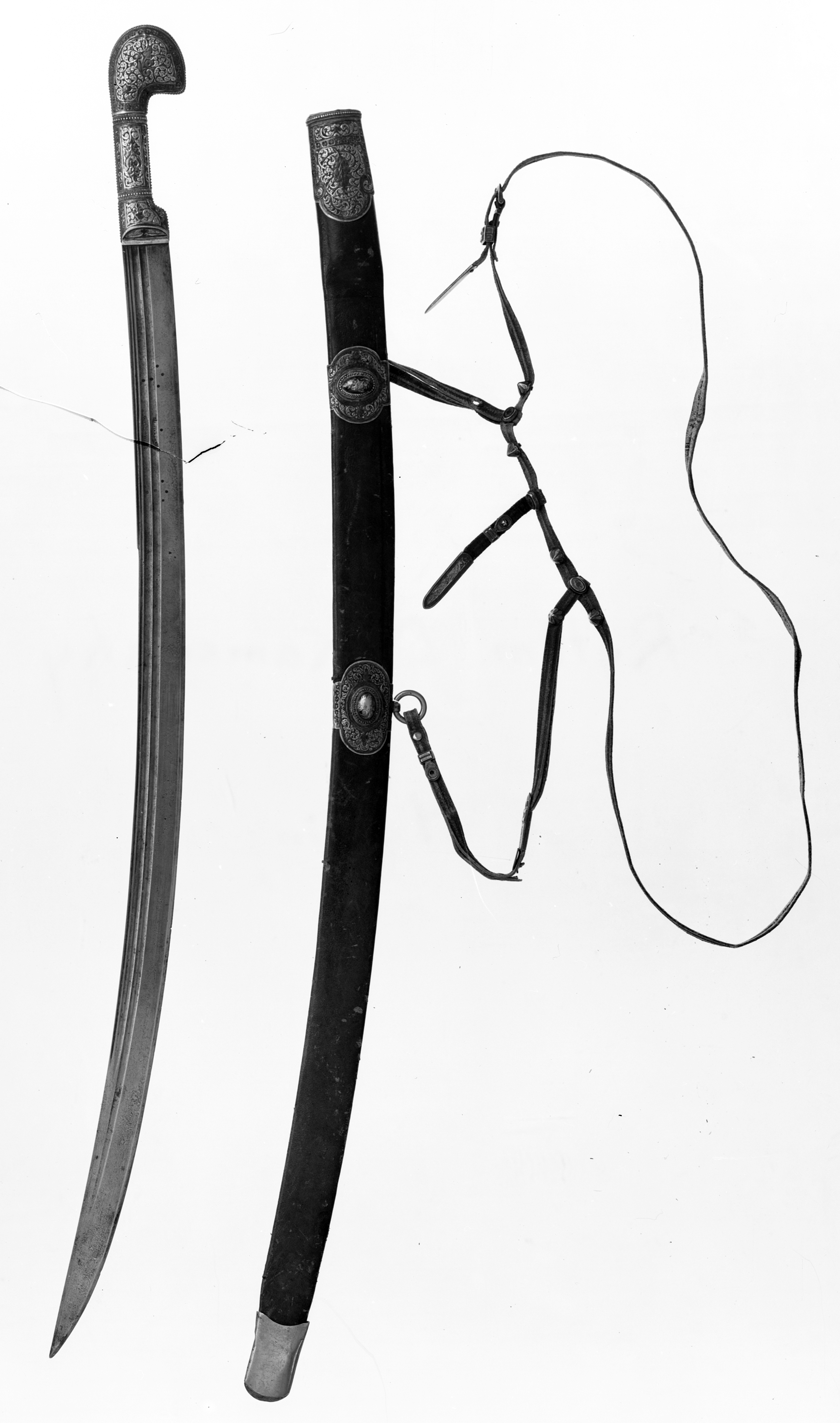

Shashka (del circassià séshue o sashjo, que es tradueix com un coltell 'gran' o 'llarg') és una arma blanca de guerra lleugera per tallar de fulla llarga, però no obstant, no sempre classificada com un tipus de sabre. La fulla és lleugerament curvada i d'un fil, amb una mica de contrafil a la punta. Mesura menys d'un metre de longitud total. A Rússia, els diferents models de shashka tenen longituds de fulla entre 81 i 88 cm. En canvi, les circasianes i les cosaques poden ser encara més lleugeres i curtes. El mànec es doblega lleugerament en direcció contrària a la curvatura de la fulla per afavorir els talls encadenats. No compta amb guarda per a la mà, cosa molt característica d'aquest tipus d'arma. La veina acosutma a ser de fusta, folrada amb pell, amb una anella sobre la part exterior de la curvatura, per tal de poder desembeinar el més ràpid possible
La shashka té orígens circassians, els primers exemplars daten dels segles xii-xiii. En fonts escrites la paraula «shashka» es esmentada per primera vegada per Giovanni Di Luca l'any 1625. Amb la massificació de les armes de foc i el retrocés de les armadures de metall com a protecció personal, la shashka va desplaçar als sabres, com a arma de guerra habitual, primer al Caucas i posteriorment a l'Exèrcit de Rússia. Els primers en adaptar aquesta arma van ser els cosacs de Kuban i de Terek, per la seva proximitat tradicional i originària amb els pobles del Caucas. Al segle xix, la shashka va ser oficialment adaptada com a arma reglamentària per l'Exèrcit de Rússia pràcticament en totes les unitats de cavalleria, en reemplaçant al sabre tradicional. Al començament del segle XX el sabre només es mantenia en guarnicions de la Guàrdia d'hússars, per oficials de totes les armes de l'Exèrcit rus, a la gendarmeria i la policia. D'aquesta manera, la shashka a ser l'arma reglamentària de la tropa de cavalleria rusa fins a la meitat del segle xx, després de la Segona Guerra Mundial, essent la darrera arma blanca reglamentaria, massiva i militar. La shashka és coneguda per ser l'arma tradicional dels cosacs, i fins al dia d'avui és considerada com a detall inseparable de la cultura tradicional cosaca i element del vestit tradicional folklòric dels homes.
La shashka no és considerada un tipus més de sabre. Els diferents models tenen un detall comú que els diferencia del sabre tradicional: absència de guarda per a la mà (gairebé en totalitat dels models); absència de punta punxant divisible; una curvatura considerablement menor de la fulla; una gran diferència en l'equilibri de l'arma i, característica del seu ús en combat, una shashka s'usa per tallar, però no per estocar, a diferència d'un sabre. Del seu ús en combat se'n desprèn la manera de transportar-la a la funda amb una o dues anelles a la cintura o l'espatlla (normalment): amb el fil cap a dalt, ja que per efectuar un tall de dalt a baix, és més fàcil desenfundar des d'aquesta posició. Aquesta arma s'utilitza per defensar-se d'un atac inesperat d'un sol moviment i sense canviar la posició de mà i alhora desembeinar i efectuar un cop immediat, independentment de si hom és a cavall o a peu. De manera similar es porten i s'usen les katanes, una arma molt semblant d'origen japonés. Un bon combatent, armat amb una shashka lleugera ha de comptar principalment amb la seva rapidesa, habilitat i domini de l'esgrima i no amb la força del cop, més comuna en l'ús d'una arma blanca pesada.
Al començament de la Primera Guerra Mundial, les shashkas cosaques del model corresponent a l'any 1881, es masificaren en totes les unitats de cavalleria de l'Exèrcit Rus. Després a la Revolució d'Octubre de l'any 1917, el mateix model de shashka fou designat arma reglamentària de l'Exèrcit Soviètic, excloent els regiments i unitats cosaques i caucàsiques, on es van mantenir els models tradicionals, més curts i lleugers. Per oficials de comandament superior es va elaborar un disseny especial de model «shashka dragona». L'any 1927, l'Exèrcit Soviètic finalment va adoptar el model tradicional de shashka, similar o poc diferent al model de l'any 1881. L'any 1940 es va reglamentar una shashka d'etiqueta per als generals de totes les Armes de l'Exèrcit (posteriorment, el 1949 aquesta seria reemplaçada per una daga). Des de l'any 1968, la shashka es manté com a arma d'honor així com una distinció especial militar, a més de ser una arma reglamentària de parada i etiqueta.

## Proverbi
"Una Shashka ha de ser: lleugera - com la ploma d'un ocell; esmolada - com una navalla d'afaitar; i flexible – com una branca de Ratán. Aquells qui porten un sabre pesat, no confien en la seva destresa."